# Carga de la Diosa
La Carga de la Diosa también conocido como "El Encargo de la Diosa", es un texto de la religión Wicca. El texto se atribuye a Doreen Valiente, quien lo escribió en verso y más tarde en prosa. La versión en prosa es la más conocida. La Suma Sacerdotisa del coven se encarga de recitar "La Carga de la Diosa", que forma parte de un ritual dentro de las celebraciones wiccan tradicionales mediante el que se canaliza a la Diosa para su manifestación.

## El texto
El texto original en prosa puede encontrarse en el libro póstumo "Charge of the Goddess", una recopilación de poemas de Doreen Valiente. También puede encontrarse en el libro "Eight Sabbats for Witches" de Janet y Stewart Farrar. En el cuarto capítulo del libro "The Rebirth of Witchcraft" (El Renacimiento de la Brujería) de Doreen Valiente, incluye la versión en verso.
El primer párrafo de La Carga de la Diosa nombra una serie de diosas paganas, algunos de estos nombres derivan de la religión griega, la romana, la religión egipcia y otros de los celtas. Todas representan o son facetas de una sola Gran Madre. La Carga de la Diosa comienza así:
"Escucha las palabras de la Gran Madre, quien en tiempos antiguos fue llamada entre los hombres: Artemisa, Astarté, Dione, Melusine, Afrodita, Cerridwen, Diana, Arianrhod, Isis, Brígida y por muchos otros nombres"
Algunos afirman que esto puede ser un eco de la creencia romana de que la diosa egipcia Isis era conocida por otros diez mil nombres.
El segundo párrafo deriva y parafrasea las palabras que Aradia, la hija mesiánica de Diana, dijo a sus seguidores en el libro Aradia, o el Evangelio de las Brujas de Charles Godfrey Lelland. El tercer párrafo es una contribución original de Doreen Valiente, con algunas frases tomadas del libro "Book of the Law" (Libro de la Ley) de Aleister Crowley. 
Aunque existen distintas versiones de La Carga de la Diosa, a continuación uno de ellos:
Escuchad las palabras de la Gran Madre, quien en tiempos remotos fue llamada entre los hombres: Artemisa, Astarté, Dione, Melusine, Afrodita, Cerridwen, Arianrhod, Isis, Diana, Brígida y por muchos otros nombres:
Cuando quiera que tengáis necesidad de algo, una vez al mes, y preferentemente cuando la Luna esté llena, os reuniréis en algún lugar secreto y adoraréis mi Espíritu, pues soy la Reina de todas las brujas.
Allí os reuniréis, aquellos que buscáis conocimiento pero no habéis sondeado sus secretos más profundos; puesto que yo os enseñaré lo que os es aún desconocido.
Y seréis libres de toda esclavitud; y como símbolo de libertad iréis desnudos en vuestros ritos; y bailaréis, cantaréis, festejaréis, y haréis el amor, todo en alabanza mía; pues mío es el éxtasis del espíritu, y el goce en la Tierra. Y mi Ley es el amor a todos los seres.
Mantened puro vuestro mayor ideal, avanzad siempre hacia él, no permitiendo que nada os detenga u os desvíe del camino. Puesto que mía es la puerta secreta que abre la Tierra de la Juventud, y míos son el cáliz del vino de la vida, y el caldero de Cerridwen, el Santo Grial de la inmortalidad.
Yo soy la Diosa de la Gracia, que obsequia el goce a los corazones de los hombres.
En la tierra, yo otorgo el conocimiento del espíritu eterno, y más allá de la muerte, doy paz y libertad, y reunión con quienes han partido antes. No demando nada en sacrificio, pues yo soy madre de todo lo viviente, y mi amor lo vierto en la Tierra.
Atended a las palabras de la Diosa de las Estrellas, el polvo de cuyos pies conforma los cielos, y cuyo cuerpo circunda el Universo:
Soy la belleza de la Tierra verde, y la blanca Luna entre las estrellas; soy el misterio de las aguas, y el deseo en el corazón del hombre. Alzaos y venid hacia mí.
Pues soy el alma de la Naturaleza, que da vida al Universo. De mí todas las cosas proceden, y a mí deben retornar; y ante mi rostro, amado por Dioses y hombres, permitid que vuestro Ser Divino interior se envuelva en el éxtasis del Infinito.
Que la adoración hacia Mí esté en el corazón de quien se regocija; pues ved que todos los actos de amor y placer son Mis rituales.
Y que de este modo haya belleza y fuerza, poder y compasión, honor, humildad y reverencia en vuestro interior.
Y vosotros que me buscáis, sabed que vuestro deseo y búsqueda no serán satisfechos a menos que conozcáis el misterio: que si aquello que buscáis no lo encontráis en vuestro interior, jamás lo encontraréis fuera.
Sabed que he estado con vosotros desde el comienzo; y que soy aquello que es alcanzado al final del deseo.